# Erskine Hamilton Childers
Erskine Hamilton Childers (Londres, 11 de Dezembro de 1905 – Dublin, 17 de Novembro de 1974) foi o quarto presidente da República da Irlanda, de 1973 até à sua morte em 1974. Ele foi um Teachta Dála, de 1938 até 1973. Childers actuou como Ministro dos Correios e Telégrafos (1951-1954, 1959-1961 e 1966-1969), Ministro dos Solos (1957-1959), Ministro dos Transportes e Energia (1959-1969), e Ministro da Saúde (1969-1973). Ele foi nomeado Tánaiste da República da Irlanda em 1969. 
O seu pai, Robert Erskine Childers, era um líder republicano irlandês e autor do livro de espionagem The Riddle of the Sands'', e foi executado durante a Guerra Civil Irlandesa.